# Heinrich Klebahn
Heinrich Klebahn (* 20. Februar 1859 in Bremen; † 5. Oktober 1942 in Hamburg) war ein deutscher Mykologe und Botaniker. Er war ein Pionier der Phytopathologie.
Klebahn promovierte 1884 an der Universität Jena und wurde danach Lehrer in Bremen (1885–1894) und Hamburg (1894–1899). Dann arbeitete er als wissenschaftlicher Assistent für den Botanischen Garten Hamburg. Von 1905 bis 1930 arbeitete er am Kaiser-Wilhelm-Institut für Landwirtschaft in Bromberg, das ab 1920 in Landsberg (Warthe) bestand. Es diente den Anbauinteressen der östlichen Landwirtschaft in Preußen. Klebahn befasste sich intensiv mit Pflanzenkrankheiten und Schädlingen, z. B. des Sellerie. 1921 bis 1934 war er Honorarprofessor am Institut für Allgemeine Botanik der Hansischen Universität Hamburg. 1927 erhielt er die Silberne Leibniz-Medaille. Im November 1933 unterzeichnete er das Bekenntnis der deutschen Professoren zu Adolf Hitler.

## Schriften
- Die wirtwechselnden Rostpilze, 1904 BoD ISBN 978-5873198153
- Krankheiten des Flieders, 1909
- Grundzüge der allgemeinen Phytopathologie. Verlag Gebrüder Borntraeger, Berlin 1912
- Aufgaben und Ergebnisse biologischer Pilzforschung. Vorträge aus dem Gesamtgebiet der Botanik, Heft 1. Berlin: Verlag Gebrüder Borntraeger, 1914
- Beiträge zur Kenntnis der Fungi Imperfecti: III. Zur Kritik einiger Pestalozzia-Arten, in: Mycologisches Centralblatt 4,1, S. 1–19
- Haupt- und Nebenfruchtformen der Askomyzeten: Erster Teil: Eigene Untersuchungen, Leipzig 1918
- Die Schädlinge des Klippfisches. Ein Beitrag zur Kenntnis der salzliebenden Organismen, Hamburg 1919